# Mateo Aymerich
Mateo Aymerich (Bordils, Gerona, 27 de febrero de 1715-Ferrara, 1799) fue un clérigo y profesor español. Se le relaciona con los novatores (la pre-ilustración española) y con los inicios de la Escuela Universalista Española del siglo XVIII.

## Biografía
Miembro de la Compañía de Jesús, fue profesor de la Universidad de Cervera (1745-1751) y rector de la Universidad de Barcelona. La enemistad del influyente padre Pedro Ferrussola, defensor de la retórica tradicional jesuítica frente a las enseñanzas de los más jóvenes reunidos en torno a Aymerich (Bartolomé Pou, Luciano Gallissà), provocaron su desplazamiento a la Universidad de Gandía, también como rector.
Se conoce como escuela de Cervera o escuela cervariense el núcleo de intelectuales jesuitas formado en esa época y lugar, en el que, con Aymerich estaban José Finestres, Ramón Lázaro de Dou y de Bassols, Tomás Cerdá, Blas Larraz y el citado Bartolomé Pou.
Fue autor de Systema antiquo-novum jesuiticae philosophiae (1747) y Prolusiones Philosophicae (1756), que ha sido identificado como el primer ensayo filosófico en España. Procuró revisar la temática filosófica tradicional, introduciendo las cuestiones suscitadas por las novedades científicas, modernizando el lenguaje e incrementando el espíritu crítico en sus discípulos.
A partir de la expulsión de los jesuitas (1767) continuó su trabajo intelectual en Ferrara (Italia), dedicado a temas humanísticos, donde fue mentor de Juan Andrés, también expulso procedente de la Universidad de Gandía. Dejó inacabado un proyecto de Bibliotheca Exilium, para demostrar el patriotismo de los jesuitas.